# Nike (thần thoại)
Trong nền văn minh Hy Lạp cổ đại, Nike (/ˈnaɪkiː/; tiếng Hy Lạp cổ: Νίκη, cổ đại: [nǐːkɛː], hiện đại: [nici]) là một nữ thần nhân cách hóa của chiến thắng. Thần La Mã tương đương của Nike là Victoria.

## Từ nguyên

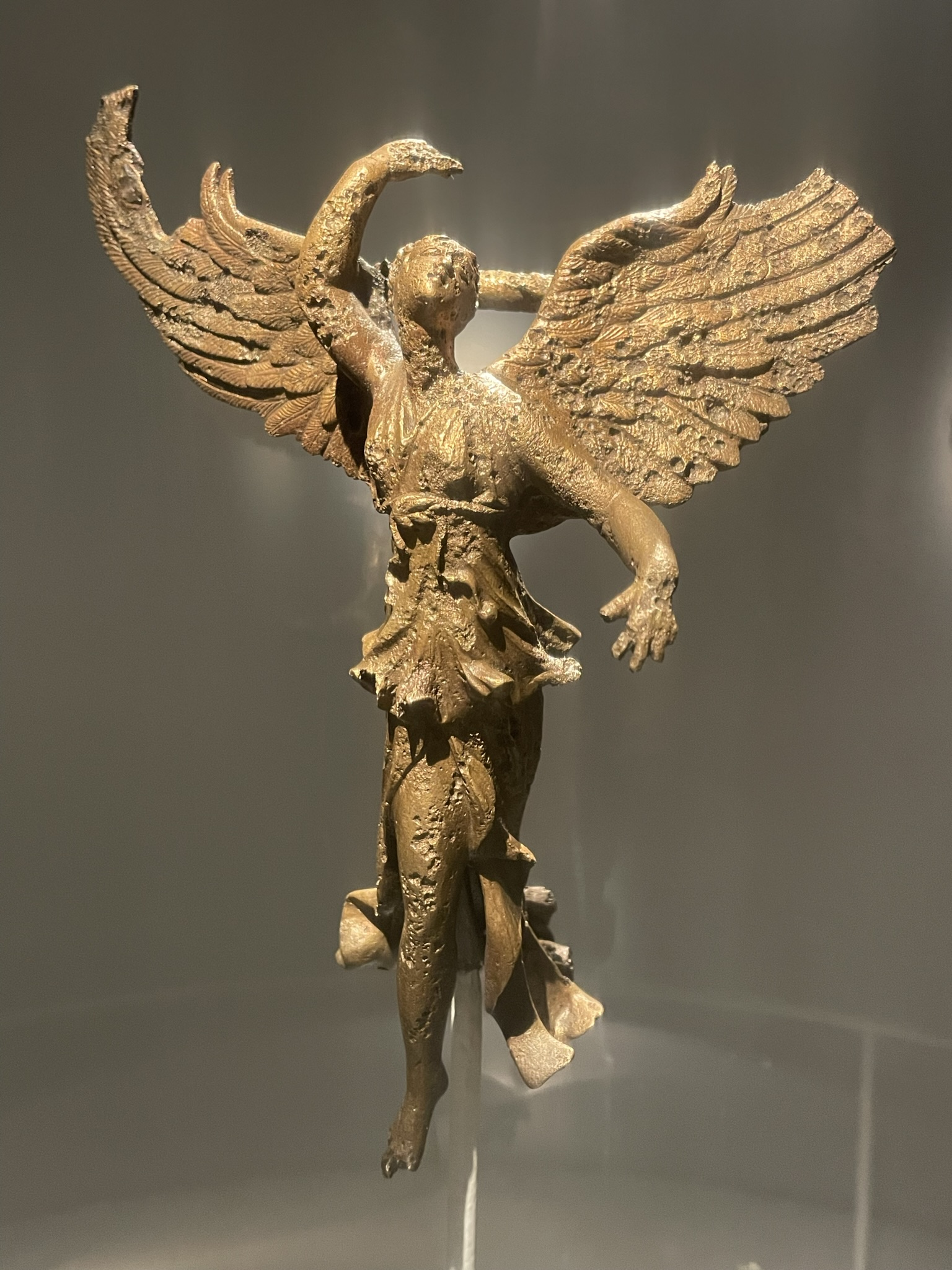
Tượng nữ thần Nike được tìm thấy ở Vani, Georgia

Ta chưa rõ nguồn gốc của cái tên νίκη (nikē). Nhà ngôn ngữ học Hà Lan R. S. P. Beekes cho rằng nó nguyên là một từ tiền-Hy Lạp. Có giả thuyết kết nối danh xưng Nike với từ * neik của tiếng Ấn-Âu nguyên thủy - cõ nghĩa là "tấn công, bắt đầu mạnh mẽ". Nếu điều này đúng thì Nike chung gốc với từ tiếng Hy Lạp cổ: νεῖκος (neîkos, nghĩa là "xung đột") và tiếng Litva: ap-ni̇̀kti ("tấn công").

## Gia đình

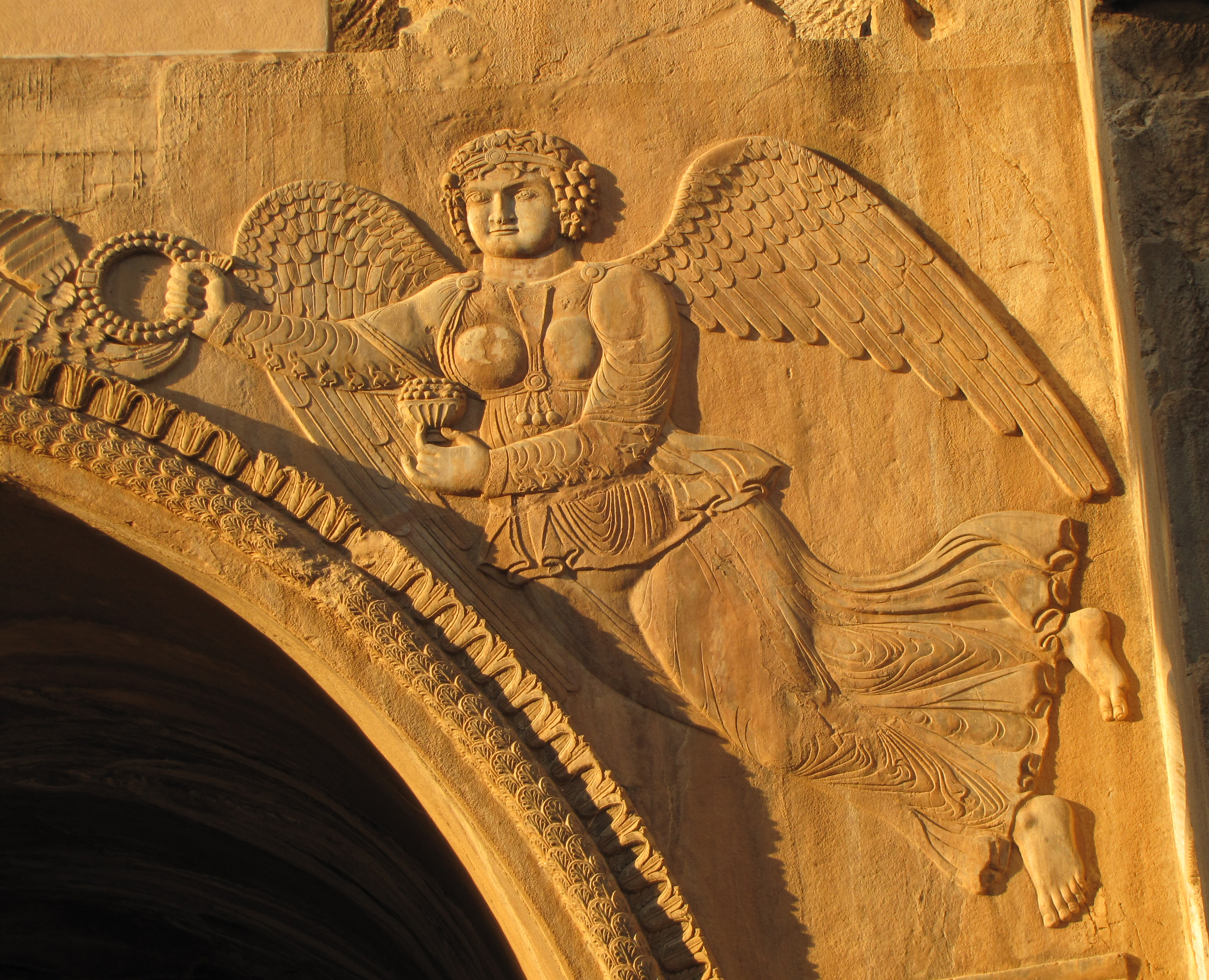
Nike ở Taq Bostan, Iran

Nike là con gái của thần Titan Pallas và nữ thần Styx, và là em gái của các thần Kratos (Sức mạnh), Bia (Lực lượng) và Zelus (nhiệt tình). Ông của Nike là Poseidon.
 Và Styx, con gái của thần biển Poseidon đã ở cùng Pallas và mang thai Zelus (nhiệt huyết) và Nike (chiến thắng). Ngoài ra Styx sinh ra Kratos (Sức mạnh) và Bia (Lực lượng), những đứa trẻ tuyệt vời.
 Trong các nguồn khác, Nike được mô tả là con gái của Ares, thần chiến tranh. 
 Ares... Hỡi người bảo vệ của Olympos, cha đẻ của thần Nike hiếu chiến (chiến thắng).